# Liam Pettersson
Liam Teppe Pettersson, född 4 januari 2007 i Gislaved, är en svensk ishockeyspelare som spelar för Växjö Lakers i SHL. Han har spelat 5 matcher i A-laget säsongen 2024/25. Han tillhör annars J20 och J18. Hans moderklubb är GSK Hockey där han spelade innan han anslöt till Växjö Lakers ungdomsverksamhet inför säsongen 2021/22, då endast 14 år gammal. Han gjorde seniordebut för klubben i SHL säsongen 2024/25 då han var uttagen i truppen mot HV71. Sina första spelminuter fick han den 8/3 2025 mot Leksands IF.
Tidigare har han spelat för Sweden Select och Tordön Hockey.

## Karriär

### Klubblag
Liam Pettersson påbörjade sin ishockeykarriär i moderklubben GSK Hockey och spelade ungdomsishockey där. Sedan spelade han för HC Lidköping till och med säsongen 2020/21. Inför säsongen 2021/22 anslöt han, endast 14 år gammal, till Växjö Lakers juniorverksamhet. Efter tre säsonger i klubben blev fick han chansen att spela i SHL för seniorlaget. Denna säsong kombinerade han spel främst med J20-laget och Växjös J18-lag. Han gjorde SHL-debut den 2 november 2024 då han var med i matchtruppen i smålandsderbyt mot HV71.
Den 28 juni 2025 stod det klart att Boston Bruins valt Liam Pettersson i 2:a rundan som nr. 61. Att han togs redan i andra rundan var lite av en skräll om man tänker på att han innan säsongen 2024/25 inte var listad.

## Statistik

### Klubblag
| 2024–25    | Växjö Lakers | SHL        | 5 | 0 | 0 | 0 | 0 | — | — | — | — | — |
| SHL totalt | SHL totalt   | SHL totalt | 5 | 0 | 0 | 0 | 0 | — | — | — | — | — |

### Internationellt
| År            | Lag           | Turnering     | Matcher | Mål | Assists | Poäng | Utv. |
| ------------- | ------------- | ------------- | ------- | --- | ------- | ----- | ---- |
| 2025          | [[]]          | [[]]          | —       | —   | —       | —     | —    |
| Junior totalt | Junior totalt | Junior totalt | —       | —   | —       | —     | —    |